# Organisation Gehlen
L'organisation Gehlen ou Gehlen Org (souvent appelée en anglais The Org) était une agence de renseignement créée en juin 1946 par les autorités d'occupation américaines dans leur zone de l'Allemagne occupée d'après-guerre, et se composait d'anciens membres du 12e département de l'État-major de l'armée allemande (armées étrangères de l'Est, ou FHO). Elle était dirigée par Reinhard Gehlen, qui avait auparavant été major général de la Wehrmacht et chef du renseignement militaire allemand nazi sur le front de l'Est pendant la Seconde Guerre mondiale.
L'agence était un précurseur du Bundesnachrichtendienst (raccourci en BND, ou Service fédéral de renseignement), qui a été formé en 1956.

## Fondation
Après la Seconde Guerre mondiale, Reinhard Gehlen a agi sous la tutelle du G-2 (renseignement) de l'armée américaine, mais il souhaitait établir une association avec la Central Intelligence Agency (CIA). En 1947, en alliance avec la CIA, l'orientation militaire de l'organisation se tourna de plus en plus vers l'espionnage politique, économique et technique contre le bloc de l'Est et le surnom de "Pullach" devint synonyme d'intrigues des services secrets.
Selon un rapport, l'Org a été pendant de nombreuses années "les seuls yeux et oreilles de la CIA sur le terrain dans les pays du bloc soviétique " pendant la guerre froide. La CIA surveillait de près le groupe Gehlen : l'Org fournissait la main-d'œuvre tandis que la CIA fournissait les besoins matériels des opérations clandestines, y compris le financement, les voitures et les avions.
Chaque prisonnier de guerre allemand revenant de captivité soviétique en Allemagne de l'Ouest entre 1947 et 1955 a été interrogé par des agents de l'Org. Les rapatriés qui ont été forcés de travailler dans les industries et la construction soviétiques, et qui étaient prêts à participer, représentaient une source d'informations incomparable : une image d'après-guerre et à jour de l'Union soviétique telle qu'elle évoluait.

## Opérations principales
L'Org avait des contacts étroits avec les organisations d'émigrés d'Europe de l'Est. Les tâches non annoncées, telles que les observations du fonctionnement des systèmes ferroviaires, des aérodromes et des ports soviétiques, étaient aussi importantes que l'infiltration dans les États baltes à l'aide d'anciens bateaux électriques de la Kriegsmarine, pilotés par des équipages allemands et commandés par le capitaine de corvette Hans-Helmut Klose (de). Une autre mission de l'organisation Gehlen était l'opération Rusty, qui menait des activités de contre-espionnage dirigées contre des organisations allemandes dissidentes en Europe.
L'opération Bohemia de l'Org a été un succès majeur de contre-espionnage. En pénétrant dans une opération dirigée par les Tchèques, l'Org a découvert un autre réseau - un réseau d'espionnage dirigé par les services secrets yougoslaves dans plusieurs villes d'Europe occidentale. L'Organisation Gehlen a également réussi à découvrir une unité d'assassinat soviétique secrète fonctionnant sous l'égide du SMERSH. Un informateur de l'Org à Prague a rapporté que l'Armée rouge avait reçu un détonateur avancé et polyvalent de conception tchèque, mais fabriqué dans une usine de défense à Kharkiv. La CIA s'est montrée intéressée. Plusieurs semaines plus tard, les courriers de l'Org ont présenté le détonateur, avec des données techniques complètes, au personnel de liaison de la CIA à Pullach. Juste après, l'ingénieur tchèque et sa famille traversèrent clandestinement la frontière vers l'Allemagne de l'Ouest et vers les États-Unis. En identifiant les personnes qui ont souffert sous les nouveaux régimes communistes en Europe de l'Est, l'Org a recruté de nombreux agents qui « ne souhaitaient rien de plus que de chasser les bolcheviks d'Europe ».
La Gehlen Org employait des centaines d'anciens membres du parti nazi, défendu par la CIA. James Critchfield, ancien chef de la division Proche-Orient et Asie du Sud de la CIA, a déclaré au Washington Post en 2001 : « J'ai vécu avec ça pendant 50 ans », et que "Presque tout ce qui a été écrit de négatif sur Gehlen, en qu'il a été décrit comme un ex-nazi ardent, l'un des criminels de guerre d'Hitler - tout cela est loin d'être vrai ».
Gehlen a discuté du travail de l'Organisation dans ses mémoires, publiés en 1977, intitulés Der Dienst. Erinnerungen 1942-1971 (ou The Service: The Memoirs of General Reinhard Gehlen).

## Critique
Une fois que l'Org a émergé dans l'œil du public, Gehlen et son groupe ont suscité des critiques provenant de l'Ouest et de l'Est. Un article de Sefton Delmer, correspondant principal du Daily Express de Londres le 17 mars 1952, rendit Gehlen public. Deux ans et demi plus tard, le 10 août 1954, Delmer écrivit que « Gehlen et ses nazis arrivent », ce qui implique dans son histoire qu'une continuation de rien de moins que les objectifs d'Hitler était à portée de main grâce au « pouvoir souterrain monstrueux en Allemagne » de l'Org. En 2006, après avoir examiné une sélection de documents déclassifiés de la CIA sur la Gehlen Org, un article du Guardian offrait une nouvelle perspective sur cette tentative de combattre le communisme avec certains ex-nazis « [...] malgré tous les compromis moraux impliqués [dans l'embauche d'anciens nazis], il était un échec complet en termes de renseignement. Les nazis étaient de terribles espions ». Les groupes communistes et les gouvernements ont fustigé le groupe de Gehlen comme des agents fanatiques et virulents de la vengeance et de l'impérialisme américain, conformément à la ligne générale du parti selon laquelle l'Occident complotait une renaissance du pouvoir nazi.
Alois Brunner, présumé être un agent de l'Org, était autrefois responsable du camp d'internement de Drancy près de Paris et lié aux meurtres de 140 000 Juifs pendant l'Holocauste. Selon Robert Wolfe, historien aux Archives nationales des États-Unis, « les services de renseignement de l'armée américaine ont accepté l'offre de Reinhard Gehlen de fournir une expertise présumée sur l'Armée rouge - et ont été escroqués par les nombreux meurtriers de masse qu'il a embauchés ». James Critchfield a ensuite déclaré dans une interview avec un journaliste : « Il ne fait aucun doute que la CIA s'est laissée emporter par le recrutement de personnes plutôt mauvaises ».

Les archives de la sécurité nationale américaine déclarent que Gehlen « employait de nombreux anciens nazis et criminels de guerre connus ». Un article du Spiegel du 16 février 2011 présentait ce titre : « Les criminels nazis qui sont devenus des fantômes allemands ». L'article déclare :
"Des documents de la CIA révélés par le département historique du BND montrent que le Bundestag, le parlement allemand, a également été informé de l'affaire. Selon ces documents, Reinhard Gehlen, chef de l'Org et plus tard président du BND, a déclaré le 11 décembre 1953 à la commission de la défense européenne du Bundestag qu'environ 40 de ses employés venaient de la SS et du SD. [...] S'il y avait ignorance à ce sujet, c'était uniquement parce que personne ne voulait le savoir - ni Gehlen, ni Adenauer, ni Globke et probablement beaucoup d'autres aussi.

Un article de The Independent du 29 juin 2018 affirma ceci à propos de certain employés de l'Org et de la BND : 
En activité jusqu'en 1956, date à laquelle elle a été remplacée par le BND, l'Organisation Gehlen a été autorisée à employer au moins 100 anciens officiers de la Gestapo ou SS. [...] Parmi eux se trouvaient l'adjoint d'Adolf Eichmann, Alois Brunner, qui allait mourir de vieillesse bien qu'il ait envoyé plus de 100 000 Juifs dans des ghettos ou des camps d'internement, et l'ancien major SS Emil Augsburg. [...] De nombreux anciens fonctionnaires nazis, dont Silberbauer, le ravisseur d'Anne Frank, ont été transférés de l'organisation Gehlen au BND. [...] Au lieu de les expulser, le BND semble même avoir été disposé à en recruter davantage – au moins pendant quelques années.
Les auteurs du livre A Nazi Past: Recasting German Identity in Postwar Europe déclarent que Reinhard Gehlen ne voulait tout simplement pas connaître les antécédents des hommes que la BND a embauchés dans les années 1950.
Les archives de la sécurité nationale américaine déclarent que Gehlen « a employé de nombreux anciens nazis et criminels de guerre connus ».
D'un autre côté, Gehlen lui-même a été innocenté par James H. Critchfield de la CIA qui a travaillé avec l'Organisation Gehlen de 1949 à 1956. En 2001, il a déclaré que « presque tout ce qui a été écrit de négatif sur Gehlen, en tant qu'ardent ex-nazi, l'un des criminels de guerre d'Hitler... est loin d'être vrai », comme le rapporte le Washington Post. Critchfield a ajouté que Gehlen avait embauché d'anciens hommes du Sicherheitsdienst (service de sécurité du Reichsführer-SS) « à contrecœur, sous la pression du chancelier allemand Konrad Adenauer pour faire face à "l'avalanche de subversion qui les frappait depuis l'Allemagne de l'Est" ».

### Pénétration soviétique de l'Org
Des "taupes" ont également été signalées au sein de l'agence, ce qui a sapé sa crédibilité. En fait, un document de la CIA publié quelques années plus tard parlait d'une pénétration soviétique « catastrophique » de l'Organisation Gehlen,. La plupart des taupes étaient d'anciens nazis recrutés par le MGB. La mission WIN en Pologne a été un échec en raison de la compromission de la mission par des contre-espions; il s'est avéré que la soi-disant organisation du Cinquième Commandement du WIN en Pologne avait été créée par les services de renseignement soviétiques.
Depuis le début des années 1950, les Soviétiques recevaient des rapports des initiés de l'Org Heinz Felfe, Hans Clemens et Erwin Tiebel. Tous les trois ont finalement été découverts en 1961 et jugés pour trahison ; ils ont été condamnés en 1963. Clemens et Felfe avaient admis avoir transmis de grandes quantités d'informations secrètes aux Soviétiques, dont 15 000 documents classifiés,.
Il y avait aussi des communistes et leurs sympathisants au sein de la CIA et du SIS (MI6), notamment Kim Philby, lui-même agent secret soviétique. Lorsque ces informations sont apparues, Gehlen, personnellement, et l'Organisation Gehlen, officiellement, ont été attaqués par les gouvernements des puissances occidentales. Le gouvernement britannique était particulièrement hostile envers Gehlen, et la presse britannique politiquement libérale a assuré la publication complète de l'existence de l'organisation Gehlen, ce qui a compromis l'opération.

## Réorganisation
Le 1er avril 1956, la Gehlen Org a été officiellement remplacée par le Bundesnachrichtendienst (ou service de renseignement fédéral) de la République fédérale d'Allemagne, qui existe toujours. Reinhard Gehlen était le premier président; il a démissionné en 1968 après avoir atteint l'âge de la retraite.

## Budget
En 1948, l'Organisation Gehlen disposait d'un budget annuel de 1 500 000 dollars américains (actuellement ajusté à l'inflation de 
16 millions de dollars américains).

## Lectures complémentaires
- (en) Jerome S Legge, « Collaboration, Intelligence, and the Holocaust: Ferdinand Ďurčanský, Slovak Nationalism, and the Gehlen Organization », Holocaust and Genocide Studies, vol. 32, no 2,‎ 2018, p. 224–248 (DOI 10.1093/hgs/dcy029, S2CID 149804874)

- VIAF
- ISNI
- LCCN
- GND
- Israël
- Tchéquie
- WorldCat